# Phoenix Fire (futebol)
O Phoenix Fire foi um clube americano de futebol profissional.

## História
Fundado em setembro de 1979 como um time de expansão antes da temporada de 1980 da American Soccer League, o time desistiu em março de 1980, durante a pré-temporada.  O clube foi um dos dois times de expansão em 1980, sendo o outro o Golden Gate Gales .